# Curetis indosinica
Curetis indosinica är en fjärilsart som beskrevs av Hans Fruhstorfer 1908. Curetis indosinica ingår i släktet Curetis och familjen juvelvingar. Inga underarter finns listade i Catalogue of Life.